# Lassina Togola
Pour les articles homonymes, voir Togola.
Lassina Togola, né en 1979 à Tabacoro (commune de Koumantou), est un militaire malien. Pilote dans l'armée de l'air, il est depuis septembre 2020 directeur de l'entreprise Aéroports du Mali.

## Biographie
Engagé à l'armée de l'air malienne en 2001, il étudie de 2001 à 2003 à l'École de l'air en France puis à l'école de pilotage de l'Armée de l'air à Cognac jusqu'en 2004. Il se spécialise ensuite comme pilote de transport à la Base aérienne 702 Avord. Il est nommé en 2005 commandant adjoint de l'escadrille de transport stationnée sur la Base aérienne 101 Sénou (BA 101). Formé comme pilote sur Humbert Tétras au pôle aéronautique national à vocation régionale de Garoua au Cameroun, le lieutenant Togola est détaché à l'aviation légère d’observation (ALO). À ce titre, il mène sur Tétras des missions d'observation au profit des forces engagées pendant la rébellion touarègue de 2006, puis à nouveau en juin 2007 pendant la rébellion touarègue de 2007-2009. Il prend en 2008 le commandement de l'escadrille d'ALO.
Il est ensuite formé sur Antonov An-26 en Russie en 2008-2009 puis revient participer aux opérations contre les rebelles. Nommé capitaine, il prend ensuite la responsabilité de chef des moyens opérationnels à la BA 101 puis devient chargé de la sélection des futurs pilotes. En 2011, il participe à l'opération Benkan menée à la frontière entre le Mali et la Mauritanie contre Al-Qaïda au Maghreb islamique.
Nommé responsable des opérations à l'état-major de l’Armée de l’Air en 2013 après une formation à l'école d'état-major tunisienne en 2012, il suit les opérations de reconquête du Nord-Mali avec l'opération Serval. Il pilote en 2014-2015 le Cessna 206 affecté à la surveillance de l'aéroport de Bamako. Il est nommé colonel en 2019.
Il devient directeur d'aéroport du Mali en septembre 2020, nommé par le colonel Assimi Goïta arrivé au pouvoir par Coup d'État.